# Anton von Lucke
Anton von Lucke es un actor alemán nacido el 30 de septiembre de 1989 en Hamburgo

## Trayectoria
Entre 2011 y 2015, Anton von Lucke estudió la formación de la Academia de Arte Dramático "Ernst Busch" en Berlín. En la temporada 2015/16 fue parte del conjunto teatral del Deutsches Theater en Göttingen. En la temporada 2016/17 Anton von Lucke formó parte de la producción, "La tragedia de Romeo y Julieta", interpretando a Romeo.
Su primer papel en el cine fue en "Frantz (película) " de François Ozon, 2016.